# Gilvan Pereira Rodrigues
Gilvan Pereira Rodrigues (nascido em 19 de setembro de 1972, em Mortugaba, Bahia) é um sacerdote católico brasileiro. Foi nomeado em julho de 2025 como bispo auxiliar da Arquidiocese de São Salvador da Bahia, com o título de bispo titular de Tisili.

## Formação acadêmica
Gilvan Rodrigues realizou seus estudos em instituições brasileiras e italianas. É graduado em:
- Filosofia – Instituto de Filosofia Nossa Senhora das Vitórias, em Vitória da Conquista (BA);
- Teologia – Instituto Santo Tomás de Aquino, em Belo Horizonte (MG);
- Mestrado em Comunicação Social – Universidade São Francisco, em São Paulo (SP);
- Psicologia – Pontifícia Universidade Católica de Minas Gerais (PUC Minas), em Belo Horizonte (MG);
- Licenciatura em Teologia Moral com especialização em Bioética – Pontifícia Academia Alfonsiana, em Roma, Itália.

## Vida sacerdotal
Foi ordenado sacerdote em 17 de outubro de 1999, sendo incardinado na Diocese de Caetité, na Bahia.

### Atuação pastoral e acadêmica
Durante sua trajetória, desempenhou diversas funções:
- Vigário paroquial em Brumado (1999–2006);
- Coordenador e professor da Escola de Teologia para Leigos de Caetité (2000–2006);
- Membro do Conselho Presbiteral e do Colégio de Consultores da diocese (2002–2007);
- Vigário paroquial em Blera, na Diocese de Viterbo, Itália (2007–2009);
- Pároco da Paróquia Sagrado Coração de Jesus, em Caculé (2010–2016);
- Coordenador de pastoral da Diocese de Caetité (2010–2015);
- Administrador diocesano da Diocese de Caetité (2015–2017);
- Reitor do Seminário de Teologia Nossa Senhora de Guadalupe, em Belo Horizonte;
- Membro do Conselho para as Ordens Sagradas da Arquidiocese de Belo Horizonte.

## Episcopado
Em 4 de julho de 2025, foi nomeado pelo Papa como bispo auxiliar da Arquidiocese de São Salvador da Bahia, com o título de bispo titular de Tisili. A nomeação foi publicada pelo Boletim da Sala de Imprensa da Santa Sé no mesmo dia. 
A sua ordenação episcopal será realizada em 28 de setembro de 2025 na Paróquia Sagrado Coração de Jesus, em Caculé e será apresentando na Arquidiocese de São Salvador da Bahia em 11 de outubro.

## Lin Externo
- Diocese de Caetité – Publicações e atuação pastoral Diocese de Caetite